# 2011년 이바라키현 해역 지진
2011년 이바라키현 앞바다 지진(일본어: 2011年茨城県沖地震)은 2011년 3월 11일 오후 3시 15분에 이바라키현 앞바다에서 일어난 모멘트 규모 7.9의 지진이다. 일본 기상청 규모로는 M7.6이다. 이 지진은 같은 날 오후 2시 46분에 일어났던 도호쿠 지방 태평양 해역 지진의 여진 중 규모가 가장 큰 최대 여진이다.
이 지진은 서북서-동남동 방향 압력을 받아 생긴 역단층 해구형 지진이며, 단층의 크기는 약 70km, 단층의 최대 미끄럼량은 4.9m였다.
이 지진은 관측 기록상으로는 알 수 없으나 진원 위치와 깊이, 지진 발생 구조 상 본진과 비슷해 지진 해일이 크게 일어났을 것으로 추측된다. 또한 본진으로 만들어진 지진 해일에 영향을 주고 이후 덮친 해일에 많은 영향을 주었을 것으로 추측하고 있다.

## 진도
진도 5약 이상의 흔들림을 관측한 곳은 다음과 같다.
| 진도 | 도도부현   | 시구정촌 |
| ---- | ---------- | --- |
| 6강  | 이바라키현 | 호코타시 |
| 6약  | 이바라키현 | 가미스시 |
| 5강  | 이바라키현 | 미토시 히타치시 히타치오타시 가사마시 이바라키정 도카이촌 나카시 시로사토정 오미타마시 쓰치우라시 도리데시 가시마시 이타코시 이나시키시 지쿠세이시 나메가타시 쓰쿠바미라이시                                                               |
| 5강  | 도치기현   | 모카시 |
| 5강  | 지바현     | 조시시 도가네시 아사히시 다코정 소사시 가토리시 나리타시 |
| 5약  | 이바라키현 | 다카하기시 가사마시 히타치나카시 오아라이정 히타치오미야시 고가시 이시오카시 유키시 류가사키시 시모쓰마시 도리데시 우시쿠시 쓰쿠바시 미호촌 아미정 가와치정 야치요정 모리야시 도네정 반도시 지쿠세이시 가스미가우라시 사쿠라가와시 조소시  |
| 5약  | 도치기현   | 오타와라시 나스정 오야마시 모카시 모테기정 이치카이정 하가정 다카네자와정 나스카라스야마시 시모쓰케시 |
| 5약  | 지바현     | 고자키정 도노쇼정 오아미시라사토정 구주쿠리정 시바야마정 이치노미야정 조세이촌 시라코정 가토리시 요코시바히카리정 산무시 지바시 (주오구 와카바구) 나리타시 사쿠라시 이치하라시 우라야스시 야치마타시 인자이시 사카에정 도미사토시 이스미시 |
| 5약  | 후쿠시마현 | 시라카와시 가가미이시정 |
| 5약  | 사이타마현 | 가조시 가와구치시 가스카베시 소카시 야시오시 요시카와시 미야시로정 |
| 5약  | 도쿄도     | 에도가와구 |
| 5약  | 가나가와현 | 니노미야정 |